# أدولف شميت (سياسي)
أدولف شميت هو نقابي وسياسي ألماني، ولد في 18 أبريل 1925 في هومبرغ في ألمانيا، وتوفي في 26 نوفمبر 2013 في Wattenscheid ‏ في ألمانيا. نشط حزبياً في الحزب الديمقراطي الاجتماعي الألماني. وقد انتخب عضو في البوندستاغ الألماني خلال فترته النيابية ‏ (13 ديسمبر 1972 – 13 ديسمبر 1976).

## وصلات خارجية
- أدولف شميت على موقع مونزينجر (الألمانية)